# Fridolfing
Fridolfing é um município da Alemanha, situado no distrito de Traunstein, no estado da Baviera. Tem 44,23 km² de área, e sua população em 2019 foi estimada em 4.401 habitantes.